# Ron Hill
Ron Hill (Accrington, 25 settembre 1938 – Hyde, 23 maggio 2021) è stato un maratoneta e mezzofondista britannico, vincitore della medaglia d'oro agli Europei 1969 nella maratona.

## Biografia
Hill ha detenuto numerosi record mondiali e nazionali nel mezzofondo. Ha stabilito il primato mondiale sulle 10 miglia (47:02, Leicester, aprile 1968; 46:44, Leicester, novembre 1968); 15 miglia (72:48.2, Bolton, luglio 1965) e 25 km (75:22.6, Bolton, luglio 1965).
Nel 1963 Hill vinse le 6 miglia ai campionati britannici AAA con 27:49.8, eguagliando il record nazionale. Alle Olimpiadi di Tokyo 1964 si piazzò 18º nei 10 000 e 19º nella maratona. Quattro anni dopo a Città del Messico fu 7º nei 10 000.
Nel 1969 divenne campione europeo e l'anno successivo vinse la maratona di Boston e la stessa gara ai Giochi del Commonwealth.
Nel 1972 alla sua ultima Olimpiade a Monaco giunse 6º nella maratona.

## Campionati nazionali
1959
- 4º ai campionati universitari britannici di corsa campestre - 38'24"

1962
- 7º ai campionati britannici di corsa campestre - 47'29"
- Oro ai campionati universitari britannici di corsa campestre - 31'56"

1963
- Oro ai campionati britannici, 6 miglia - 27'49"90
- Oro ai campionati universitari britannici, 3 miglia - 13'41"4

1964
- Argento ai campionati britannici, 6 miglia - 27'27"01
- Bronzo ai campionati inglesi di corsa campestre - 46'46"

1965
- Oro ai campionati britannici, 10 miglia - 48'56"
- Argento ai campionati britannici, 6 miglia - 27'40"90
- 5º ai campionati inglesi di corsa campestre - 45'03"

1966
- Oro ai campionati britannici, 10 miglia - 50'04"
- 5º ai campionati britannici, 6 miglia - 27'25"94
- Oro ai campionati inglesi di corsa campestre - 46'21"

1967
- Oro ai campionati britannici, 10 miglia - 47'38"6
- 11º ai campionati britannici, 6 miglia - 28'13"2

1968
- Oro ai campionati britannici, 10 miglia - 47'02"2
- 4º ai campionati britannici, 6 miglia - 27'30"4
- Oro ai campionati inglesi di corsa campestre - 43'55"

1969
- Oro ai campionati britannici, 10 miglia - 47'27"0

1970
- Argento ai campionati britannici, 10 miglia - 47'35"2

1973
- 31º ai campionati inglesi di corsa campestre - 45'33"

1975
- 43º ai campionati inglesi di corsa campestre - 49'01"

## Altre competizioni internazionali
1961
- Oro alla Maratona di Liverpool ( Liverpool) - 2h24'22"
- Oro alla Rivington Pike Fell Race ( Horwich), 5,23 km - 17'22"
- Bronzo alla Nos Galan ( Mountain Ash), 4 miglia - 18'55"

1962
- Oro alla Polytechnic Marathon ( Chiswick) - 2h21'59"

1963
- Argento alla Polytechnic Marathon ( Chiswick) - 2h18'06"
- Oro alla North and Pembroke ( Pembroke), 20 miglia - 1h45'36"
- Bronzo alla Morphet-Newcastle ( Newcastle upon Tyne), 21,9 km - 1h08'58"
- 9º agli Inter-Counties Crosscountry Championship ( Reading) - 54'33"
- 4º al Cross de San Sebastián ( San Sebastián) - 30'58"
- Oro al Challenge Aycaguer ( Lione) - 22'18"

1964
- Argento alla Polytechnic Marathon ( Chiswick) - 2h14'12"
- Oro alla East Riding & Yorkshire Marathon ( Beverley) - 2h19'37"
- Oro alla North and Pembroke ( Pembroke) - 1h40'55"
- Oro alla Freckleton Half Marathon ( Freckleton) - 1h04'45"

1965
- Oro alla East Riding & Yorkshire Marathon ( Beverley) - 2h26'33"
- Oro alla 25 km di Bolton ( Bolton) - 1h15'22"
- Oro alla Freckleton Half Marathon ( Freckleton) - 1h05'44"
- Bronzo al Cross Hannut ( Hannut) - 32'07"
- Argento al Juan Muguerza Memorial ( Elgoibar)
- Oro alla Rivington Pike Fell Race ( Horwich) - 17'08"

1966
- Bronzo alla Polytechnic Marathon ( Chiswick) - 2h20'55"
- Oro alla Boxing Day Road Race ( Gateshead), 10,0058 km - 30'23"
- Oro alla Rivington Pike Fell Race ( Horwich) - 17'56"

1967
- Bronzo alla Maratona di Enschede ( Enschede) - 2h23'43"
- 4º alla East Riding & Yorkshire Marathon ( Beverley) - 2h27'21"

1968
- 4º alla Maratona di Cwmbran ( Cwmbran) - 2h17'11"

1969
- Argento alla Maratona di Fukuoka ( Fukuoka) - 2h11'54"
- Oro alla Maratona di Manchester ( Manchester) - 2h13'42"
- Oro alla 30 km di Bolton ( Bolton) - 1h32'32"
- Oro alla Freckleton Half Marathon ( Freckleton) - 1h04'45"

1970
- Oro alla Maratona di Boston ( Boston) - 2h10'30"
- 9º alla Maratona di Fukuoka ( Fukuoka) - 2h15'27"
- Oro alla North and Pembroke ( Pembroke) - 1h45'25"
- Oro alla Besston Road Race (Template:Bandiers Besston), 24 14 km - 1h18'19"
- Oro alla Freckleton Half Marathon ( Freckleton) - 1h06'03"
- Oro alla Springbank International ( London), 18,6 km - 55'34"6
- Oro alla 10 miglia di Longwood ( Longwood) - 49'27"

1971
- Oro alla Maratona di Manchester ( Manchester) - 2h12'39"
- Oro alla Freckleton Half Marathon ( Freckleton) - 1h05'25"

1972
- Argento alla Maratona di Manchester ( Manchester) - 2h12'51"
- 7º alla San Blas Half Marathon ( Coamo) - 1h06'17"
- Argento alla Springbank International ( London), 18,6 km - 56'12"4

1973
- Oro alla Maratona di Enschede ( Enschede) - 2h18'06"
- Argento alla Maratona di Harlow ( Harlow) - 2h13'22"
- 5º alla Maratona di Atene ( Atene) - 2h21'30"
- Oro alla International Friendship Marathon ( Seghedino) - 2h23'02"
- Oro alla Grammont Road Race ( Geraardsbergen), 21,5 km - 1h04'04"

1974
- 28º alla Maratona internazionale della pace ( Košice) - 2h28'30"
- Oro alla Maratona di Baltimora ( Baltimora) - 2h17'23"
- 5º alla Polytechnic Marathon ( Chiswick) - 2h21'36"
- Oro alla International Friendship Marathon ( Seghedino) - 2h19'27"
- 20º alla 10 miglia di Altrincham ( Altrincham) - 51'18"
- 6º alla Rivington Pike Fell Race ( Horwich) - 18'42"

1975
- 5º alla Maratona di Boston ( Boston) - 2h13'29"
- Oro alla Maratona di Enschede ( Enschede) - 2h15'59"
- Argento alla Maratona di Baltimora ( Baltimora) - 2h17'06"
- Bronzo alla Maratona di Montreal ( Montreal) - 2h26'01"
- Oro alla Maratona di Dêbno ( Dêbno) - 2h12'34"
- Oro alla Maratona di Ankara ( Ankara) - 2h21'35"

1976
- 10º alla Maratona di New York ( New York) - 2h19'43"
- Bronzo alla Polytechnic Marathon ( Chiswick) - 2h18'34"
- 4º alla Maratona di Anversa ( Anversa) - 2h23'38"
- 4º alla Maratona di Rotherham ( Rotherham) - 2h16'59"
- Bronzo alla Maratona di Baltimora ( Baltimora) - 2h20'24"
- 5º alla Sierre-Zinal ( Zinal), 29 km - 2h53'00"
- Bronzo alla Lyon-Parilly ( Lione), 21,9 km - 1h10'49"
- Bronzo alla Mezza maratona di Bonnetable ( Bonnetable) - 1h06'19"

1977
- 18º alla Maratona di New York ( New York) - 2h20'00"
- 14º alla Maratona di Amsterdam ( Amsterdam) - 2h26'08"
- 9º alla Maratona di Enschede ( Enschede) - 2h21'21"
- Argento alla Polytechnic Marathon ( Chiswick) - 2h16'37"
- Argento alla Maratona di Huntsville ( Huntsville) - 2h17'40"
- Oro alla OK-Rhodes Marathon ( Salisbury) - 2h24'07"
- 4º alla Maratona di Baltimora ( Baltimora) - 2h24'50"
- 8º alla Sedan-Charleville ( Sedan), 24 km - 1h17'17"
- 8º alla Marvejols-Mende ( Mende), 22,4 km - 1h27'33"
- 30º alla San Blas Half Marathon ( Coamo) - 1h09'38"

1978
- 20º alla Maratona di New York ( New York) - 2h20'29"
- Oro alla Bermuda Marathon ( Hamilton) - 2h26'13"
- 4º alla Maratona di Huntsville ( Huntsville) - 2h19'37"
- 24º alla Maratona di Sandbach ( Sandbach) - 2h20'02"
- Argento alla Maratona di Baltimora ( Baltimora) - 2h22'38"
- Bronzo alla Trail's End Marathon ( Seaside) - 2h22'44"
- 27º alla San Blas Half Marathon ( Coamo) - 1h10'24"

1979
- 45º alla Maratona di New York ( New York) - 2h23'20"
- Bronzo alla Mardi Gras Marathon ( Metaire) - 2h15'47"
- 5º alla Maratona di Baltimora ( Baltimora) - 2h23'37"
- 17º alla Maratona di Huntsville ( Huntsville) - 2h24'14"
- 19º alla Maratona di Montreal ( Montreal) - 2h25'50"
- 4º alla Maratona di Saint Louis ( Saint Louis) - 2h29'45"

1980
- 12º alla Maratona di Miami ( Miami) - 2h27'29"
- 7º alla Maratona di Baltimora ( Baltimora) - 2h27'56"

1981
- 15º alla Maratona di Miami ( Miami) - 2h22'56"
- Oro alla China Coast Marathon ( Hong Kong) - 2h34'35"
- 4º alla Mezza maratona di Savannah ( Savannah) - 1h08'30"

1982
- 39º alla Maratona di Londra ( Londra) - 2h20'57"
- Argento alla Maratona di Awali ( Awali) - 2h35'30"
- 40º alla Race of the Americas ( Miami) - 33'23"

1983
- 159º alla Maratona di Londra ( Londra) - 2h23'57"
- Oro alla Maratona di Awali ( Awali) - 2h25'25"
- 15º alla Maratona di Miami ( Miami) - 2h27'14"
- 21º alla Maratona di Rio de Janeiro ( Rio de Janeiro) - 2h31'50"

1984
- 213º alla Maratona di Londra ( Londra) - 2h37'15"
- 71º alla Maratona di Rotterdam ( Rotterdam) - 2h37'15"
- 8º alla Maratona di Istanbul ( Istanbul) - 2h31'11"
- 4º alla Maratona di Benidorm ( Benidorm) - 2h35'40"
- 17º alla Maratona di Baltimora ( Baltimora) - 2h36'05"
- 30º alla Maratona di Seul ( Seul) - 2h37'25"
- 7º alla Maratona di Chesterfield ( Chesterfield) - 2h40'55"
- 23º alla Maratona di Stockport ( Stockport) - 2h41'50"
- 45º alla Maratona di Anversa ( Anversa) - 2h43'37"
- 8º alla Antrim Marathon ( Antrim) - 2h44'08"
- 24º alla Torbay Marathon ( Paignton) - 2h48'39"
- 66º alla Maratona di Stoke ( Stoke-on-Trent) - 2h49'33"

1985
- 246º alla Maratona di Londra ( Londra) - 2h29'27"
- 11º alla Maratona di Baltimora ( Baltimora) - 2h29'36"
- Argento alla Maratona di Limassol ( Limassol) - 2h33'42"
- 302º alla Maratona di Francoforte ( Francoforte sul Meno) - 2h35'47"
- Oro alla Maratona di Ipswich ( Ipswich) - 2h35'43"
- 39º alla Maratona di Manchester ( Manchester) - 2h36'36"
- 50º alla Maratona di Lione ( Lione) - 2h37'12"
- Argento alla Maratona di Awali ( Awali) - 2h37'40"
- 138º alla Maratona di Glasgow ( Glasgow) - 2h38'36"
- 32º alla Maratona di Apeldoorn ( Apeldoorn) - 2h40'30"
- 14º alla Maratona di Bedford ( Bedford) - 2h41'24"
- 5º alla Maratona di Bridgetown ( Bridgetown) - 2h41'37"
- 9º alla Maratona di Benidorm ( Benidorm) - 2h42'20"
- 25º alla Maratona di Atene ( Atene) - 2h43'56"
- 8º alla Maratona di Guernsey ( Guernsey) - 2h44'32"
- 13º alla Marathona di Port of Spain ( Port of Spain) - 2h47'31"
- 150º alla Maratona di Monaco ( Monaco di Baviera) - 2h47'36"
- 61º alla Maratona di Edimburgo ( Edimburgo) - 2h48'14"
- 125º alla Maratona di Wolverhampton ( Wolverhampton) - 2h48'22"
- 31º alla Maratona di Stockport ( Stockport) - 2h48'51"

1986
- 180º alla Maratona di Londra ( Londra) - 2h41'43"
- 16º alla Maratona di Virginia Beach ( Virginia Beach) - 2h40'35"
- 6º alla Maratona di Sliema ( Sliema) - 2h43'06"
- 55º alla New Jersey Waterfront Marathon ( Jersey City) - 2h46'59"
- 87º alla Maratona di Edimburgo ( Edimburgo) - 2h49'45"

1987
- 10º alla Maratona di Sliema ( Sliema) - 2h47'11"

1988
- 900º alla Maratona di Londra ( Londra) - 2h51'47"

1989
- 667º alla Maratona di Londra ( Londra) - 2h42'39"

1990
- 314º alla Maratona di Boston ( Boston) - 2h45'22"

1991
- 998º alla Maratona di Londra ( Londra) - 2h51'12"

1996
- 990º alla Maratona di Boston ( Boston) - 3h12'46"

2006
- 24º alla Vidovdan 10 km ( Brčko) - 52'11"7

2007
- 22º alla Mezza maratona di Podgorica ( Podgorica) - 1h45'00"

2016
- 220º alla Rivington Pike Fell Race ( Horwich), 5,23 km - 38'43"